# Ludowa Armia Powstańcza Stepowego Ałtaju
Ludowa Armia Powstańcza Stepowego Ałtaju (ros. Народная повстанческая армия Степного Алтая) – antybolszewicka chłopska formacja wojskowa działająca latem 1920 r. w Ałtaju
Działania władz bolszewickich na Syberii, które zostały źle przyjęte przez większość ludności chłopskiej (konfiskaty żywności dla wojska i pobór rocznika 1901), doprowadziły w czerwcu 1920 r. do wybuchu powstania w Stepowym Ałtaju. Dużą rolę w nim odegrali dezerterzy z Armii Czerwonej, będący b. ałtajskimi partyzantami walczącymi wcześniej z białogwardzistami. Pod względem politycznym swoje wpływy wśród kierownictwa powstania próbował zyskiwać eserowski Syberyjski Związek Chłopski.
Został sformowany 1 Chłopski Pułk Powstańczy, który 29 czerwca rozbił we wsi Aleksiejewka oddział bolszewicki, mający zwalczać dezerterów. Zginęło ponad 100 czerwonoarmistów wraz z ich dowódcą i jego zastępcą. Następnie do powstańców doszli kolejni ochotnicy, w wyniku czego powstały 2 i 3 Chłopskie Pułki Powstańcze. Wraz z 1 Pułkiem stały się one główną siłą bojową Ludowej Armii Powstańczej Stepowego Ałtaju. Jednocześnie utworzono wojenną radę armii, której członkami zostali A. Aliesko, J. Gorski, J. Diemczenko, K. Tandrik i P. Smirnow. Funkcję szefa sztabu objął Bieriezowski, który stanął też na czele armii. Sztab przenosił się ze wsi Aleksiejewka do wsi Sosnowka i odwrotnie.
Na pocz. lipca siły powstańcze zaatakowały w 3 kierunkach: północnym na Sławgorod, północno-wschodnim na Barnauł i południowo-zachodnim na Semipałatyńsk. 8 lipca 1 Chłopski Pułk Powstańczy zajął wieś Bolsze-Władimirowka, gdzie sformowano 12 Chłopski Pułk Powstańczy. Ponadto w okolicy utworzono 11 Chłopski Pułk Powstańczy i szereg niewielkich oddziałów powstańczych, działających wzdłuż Irtysza. Z kolei na północy 2 i 3 Chłopskie Pułki Powstańcze opanowały wsie Michajłowskoje, Rakity, Borowoj Forpost, Ust-Wołcicha i Wołczicha. Następnie powstańcy, rozbijając bolszewickie oddziały ochrony wewnętrznej, milicji i miejscowych komunistów, zdobyli większość wsi Sławgorodskiego Ujezdu. Miejscowa ludność chłopska okazywała powstańcom szeroką pomoc, zawiadamiając o działających oddziałach bolszewickich. W Michajłowskoje i Wołczisze powstały sztaby rejonowe, które przeprowadziły mobilizację do armii. W rezultacie zostały sformowane 1, 3 i 6 Kaipskije, 4 Michajłowski, 5 Wołczichiński i 7 Kliuczewski Oddziały oraz 11 Mieszany Specjalnego Przeznaczenia Oddział Kawaleryjski.
W poł. lipca 1920 r. siły powstańcze składały się z jedenastu pułków i pewnej liczby mniejszych oddziałów. Każdy pułk liczył średnio po 1,2 tys. piechoty i 300 konnych. Ogólna liczebność armii – według różnych źródeł – wynosiła od 10 do 18 tys. powstańców. Wojska bolszewickie niemal natychmiast zaatakowały oddziały powstańcze, starając się nie doprowadzić do rozwinięcia powstania na dalsze obszary Ałtaju. Doszło do ciężkich walk o wsie Wołczicha, Borowoj Forpost i Bolsze-Władimirowka, podczas których powstańcy ponieśli bardzo duże straty przy minimalnych stratach wojsk bolszewickich. W rezultacie siły powstańcze zostały zmuszone do odwrotu. Silnie spadło ich morale, co doprowadziło do dezercji licznych powstańców, wracających do swoich domów.
W tak dramatycznej sytuacji dowództwo armii przejął sztabskapitan D. J. Sziszkin. Na jego rozkaz ok. 2 tys. pieszych i konnych powstańców, przechodząc lasami, podeszło do wsi Dżentaj, gdzie biwakował 2 Batalion 226 Pułku Armii Czerwonej. Następnia zaatakowali okrążonych czerwonoarmistów, zadając im duże straty i zdobywając 6 karabinów maszynowych. Tchnęło to nowego ducha bojowego w resztki sił powstańczych, wycofujących się w kierunku Irtysza. 22 lipca 1920 r. osiągnęły one linię rzeki, zajmując okoliczne wsie Kriwinskaja, Liebiażia, Czerniawskaja, Cziornaja, Czikałdy, Podnuskaja i Jamyszewskaja. Powstańcy przeprowadzili mobilizację miejscowej kozackiej ludności, dzięki czemu ich liczebność doszła do ok. 8 tys. ludzi. Następnie główne siły powstańcze zaatakowały w kierunku na Pawłodar. Nieduży oddział przeprawił się natomiast na lewy brzeg Irtysza, po czym skierował się na Jermak. 27 lipca powstańcy zajęli wieś Podstiepnaja, odrzucając za cenę dużych strat ponad 300-osobowy oddział czerwonoarmistów w kierunku Pawłodaru. Miasto zostało ewakuowane, ale 29 lipca powstańcy nieoczekiwanie zmienili kierunek natarcia na dużą wieś Gałkino. W nocy z 29 na 30 lipca okrążyli wieś, ale zostali zaatakowani przez pięć szwadronów 2 Brygady 13 Dywizji Kawalerii Armii Czerwonej. Tracąc ponad 300 zabitych i 100 jeńców, oderwali się od czerwonoarmistów i uszli w step. Poprzez wsie Ajmagul, Kliuczi, Siwierka, Pokrowka, Niewodnaja, Irkuckaja, Nikołajewskaja, Bastan i Michajłowskoje wycofywali się na południe, aby powrócić w swoje rodzinne strony i rozejść się do domów.
Na pocz. sierpnia ok. 2 tys. powstańców doszło do wsi Michajłowskoje, rozdzielając się. Główne siły pod dowództwem sztabskapitana D. J. Sziszkina skierowały się na Zmieinogorsk. Po drodze rozbiły niewielki konny oddział miejscowych komunistów, zagrażając garnizonowi miasta. Przeciwko powstańcom zostały skierowane 74 Pułk Kawalerii i 227 Pułk Strzelecki. W nocy z 8 na 9 sierpnia ponad 1-tysięczne oddziały powstańcze wkroczyły do ewakuowanego Zmieinogorska. Sztabskapitan D. J. Sziszkin wydał rozkaz o mobilizacji miejscowej ludności, a także wydał do niej odezwę wzywającą do walki z reżimem bolszewickim. Jednakże mobilizacji nie dało się przeprowadzić, gdyż pod miasto podszedł 227 Pułk Strzelecki, i powstańcy opuścili Zmieinogorsk. Zajęcie tego miasta było ostatnim sukcesem sił powstańczych. Przez kolejne 2 tygodnie wycofywały się one przez góry w kierunku południowym, chcąc przejść na terytorium Chin. Pod koniec sierpnia doszły do pogranicznej wsi Katon-Karagaj, po czym przekroczyły granicę. Ostatnie oddziałki powstańców, działające na obszarze Stepowego Ałtaju, zostały rozbite pod koniec października 1920 r.